# موتور عبدالله درویش‌منش چاه حسن
موتور عبدالله درویش‌منش چاه حسن یک منطقهٔ مسکونی در ایران است که در دهستان جازموریان واقع شده‌است. موتور عبدالله درویش‌منش چاه حسن ۲۱ نفر جمعیت دارد.